# Korotan, Nanoščica
Korontan (občasno Karatan) je hudournik, ki teče po Postojnski kotlini in se izliva v potok Nanoščica. Ta se v bližini Postojne izliva v reko Pivko, ki nato ponikne v Postojnsko jamo in predstavlja pomemben del kraškega porečja Ljubljanice.
Izvira ob cesti Hruševje–Orehek. V hudournik se izliva več manjših potokov, ki pa na njegov pretok bistveno ne vplivajo. Potok je leta 2022 presahnil. Ob potoku Korentan so naravovarstveno zelo pomembna obsežna trstišča. V potoku so do leta 2023 živele potočne postrvi (Salmo trutta). Občina Postojna je ob potoku uredila zajetja vode.

## Izlitje gnojnice
18. februarja 2024 se je v potok iz kmetije na Studencu zaradi delne porušitve nezakonito zgrajenega bazena ocenjeno izlilo 1319 m3 gnojnice, ki je nato navkljub sanaciji gnojničnega bazena odtekala proti nižje ležečim legam. Gnojnica je povzročila izumrtje v potoku. Vodno oskrbo so oblasti na nekaterih okoliških javnih vrtinah ustavili, prepovedali so uporabo zasebnih vrtin zaradi bojazni pred onesnaženjem podtalnice. Dogodek na širši vodovodni sistem ni imel večjega vpliva. Izlitje je v enem dnevu onesnažilo 6 km reke, tudi Nanoščice, Korotanovega izliva. 23. februarja 2024 je gnojevka dosegla Postojnsko jamo.